# التافيلا إيربينا (إيطاليا)
ألتافيلا إيربينا هي كومونا في مقاطعة أفيلينو ، كامبانيا ، جنوب إيطاليا.

## التاريخ
وفقا لبعض العلماء ، فإنه يتزامن مع Poetilia التي ذكرها فيرجيل في Aeneid. كان للمدينة أسماء أخرى مثل سكانديانو ، ألتاكودا ، سينو حتى الوقت الحالي ، وهي مشتقة من عائلة نورمان هوتفيل.

## وسائل النقل
هناك محطة على خط سكة حديد أفيلينو-بينيفينتو.
المسافات